# Rio Cioltu
O Rio Cioltu é um rio da Romênia, afluente do Bârsău, localizado no distrito de Maramureş.